# Collepardo
Collepardo è un comune italiano di 860 abitanti della provincia di Frosinone nel Lazio.

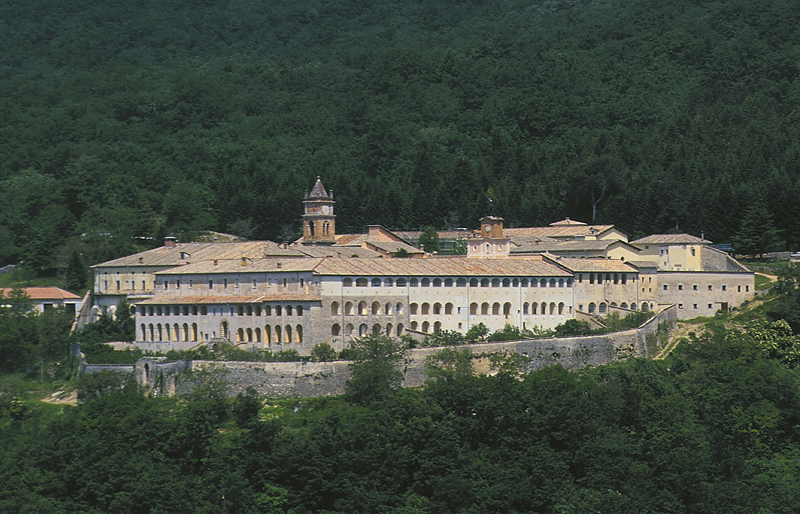
La Certosa di Trisulti

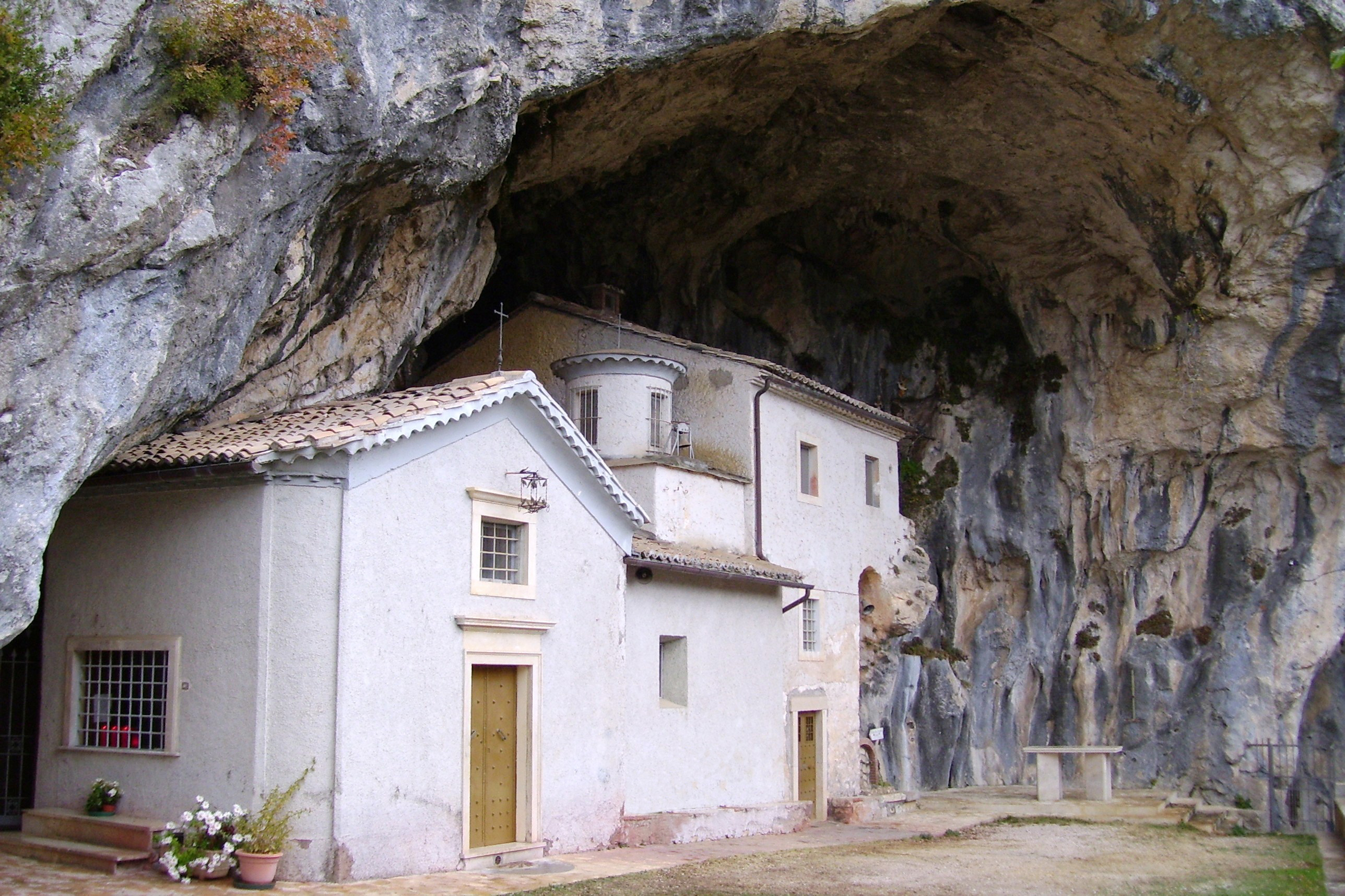
Il Santuario della Madonna delle Cese

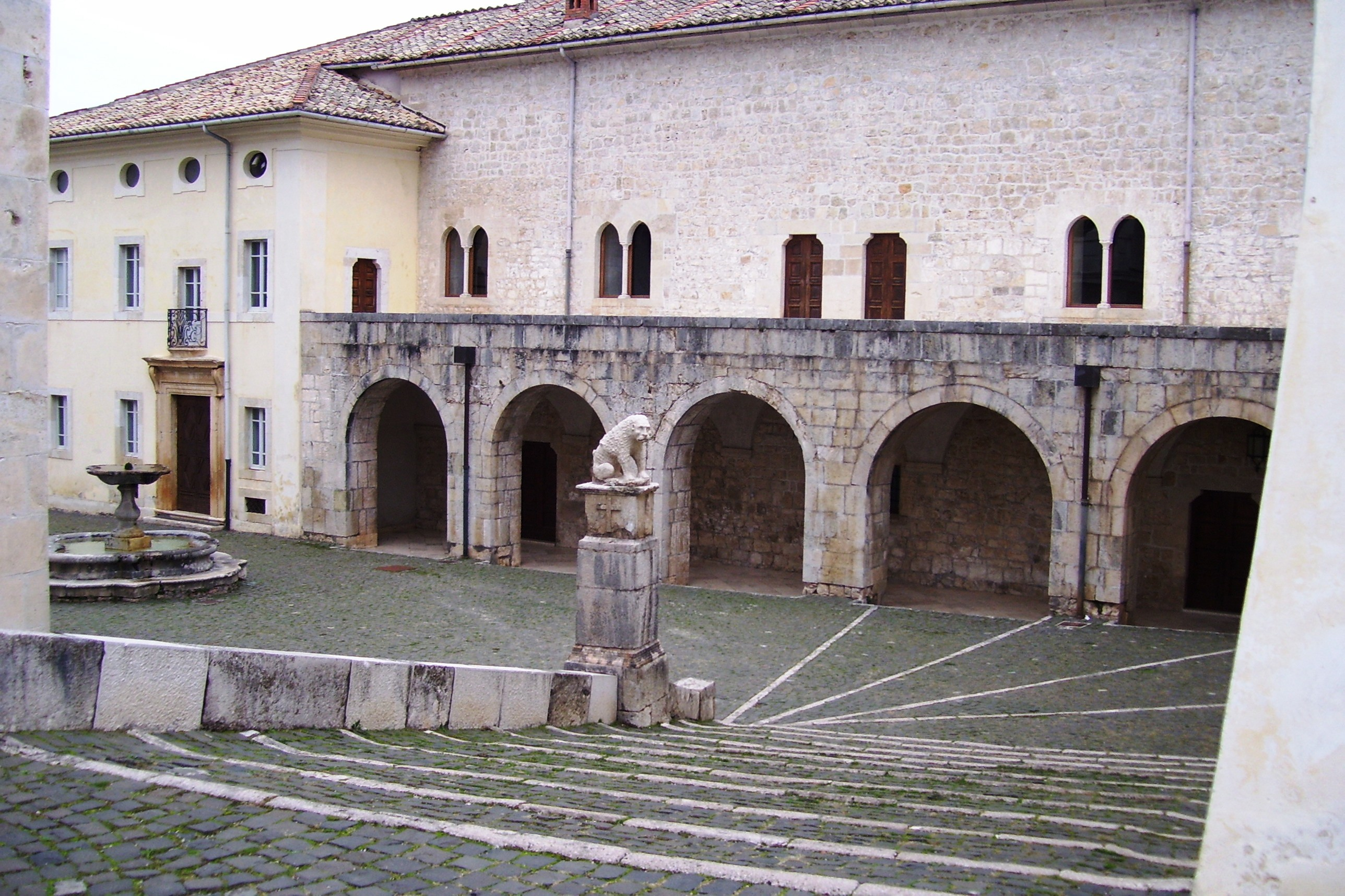
Piazzetta della Certosa di Trisulti

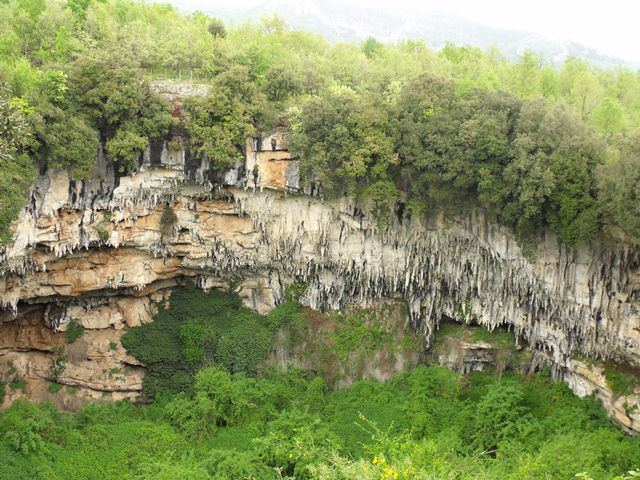
Pozzo d'Antullo

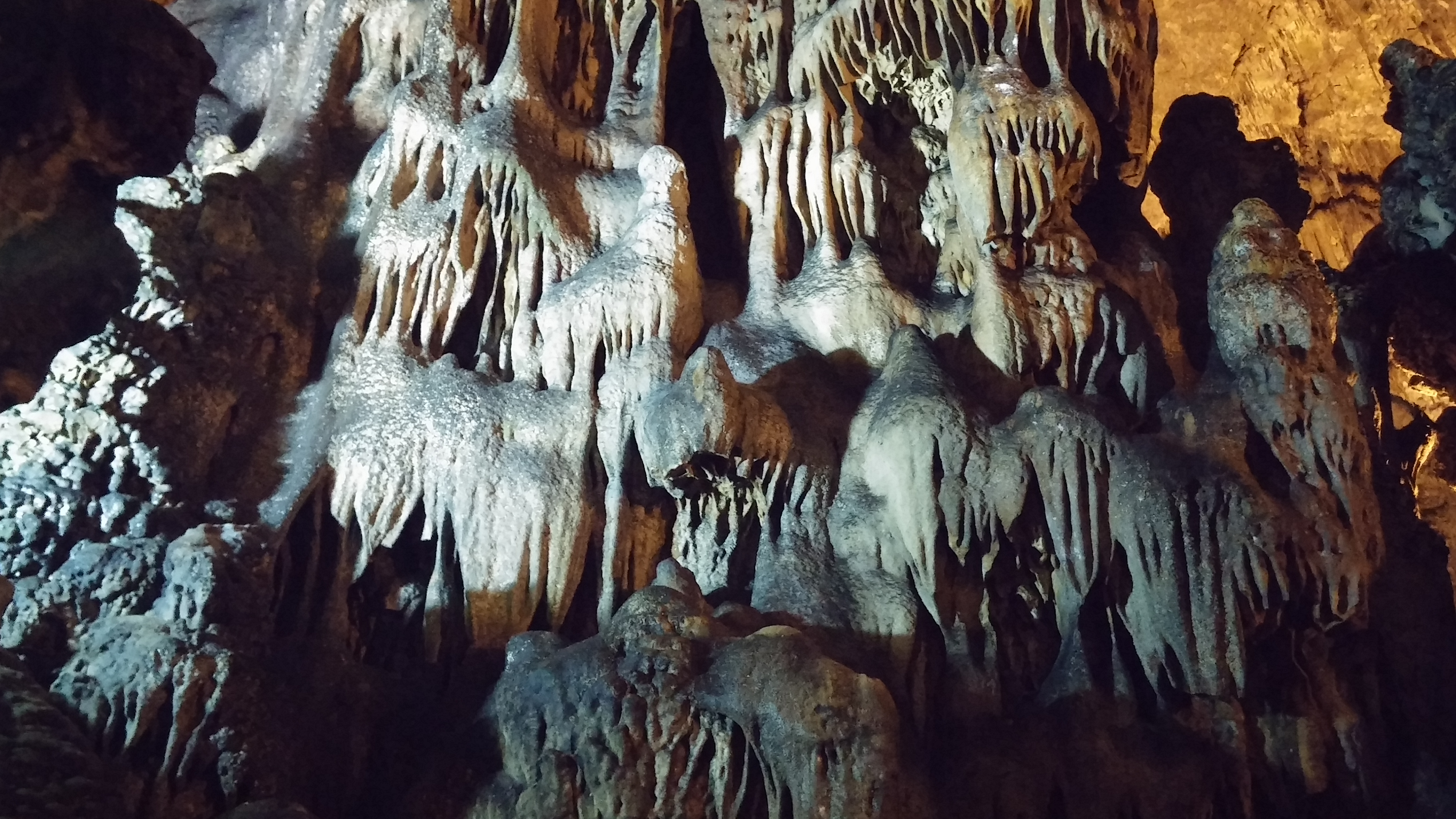
Interno delle Grotte

## Geografia fisica

### Territorio
Il paese di Collepardo sorge a 586 m s.l.m., su un rilievo dei Monti Ernici in un'area interessata da un'importante attività carsica, che risulta evidente nelle profonde gole del torrente Cosa, nelle grotte dei Bambocci e nella grande voragine detta Pozzo d'Antullo.
Nel territorio comunale di Collepardo, si trova Il Monte Rotonaria (1.750 m.) appartenente alla catena dei Monti Ernici, di cui ne costituisce la propaggine meridionale. Si raggiunge un'altitudine massima di 1750 m, mentre l'altitudine minima è di 412 m, e per un tratto scorre il fiume Cosa, affluente del Sacco.
Secondo lo storico tedesco Giustino Febrònio (pseudonimo di Johann Nikolaus von Hontheim), il centauro Chirone, precursore della scienza erboristica, aveva nel territorio di Collepardo il suo "Orto del Centauro".

### Clima
- Classificazione climatica: zona E, 2266 GG[5]

## Origini del nome
Secondo l'ipotesi più diffusa, il nome Collepardo trarrebbe origine dalla presenza nel territorio di gatti selvatici o linci, detti gattopardi: a ciò si ispira lo stemma comunale raffigurante un felino nell'atto di dissetarsi con l'acqua di un torrente. Ma esistono altre teorie riguardo all'origine del toponimo: una di queste ne rintraccia l'origine nell'ipotetico nome del primo comandante dell'antica colonia di Goti stanziata nella zona; secondo un'altra il nome verrebbe dal latino Collis arduis (collina impervia) attraverso un'ipotetica forma intermedia Collis pardis; infine, uno studioso locale, monsignor Giuseppe Capone, ha formulato un'ulteriore ipotesi per la quale il nome deriverebbe da pardes (parco o giardino): Collepardo significherebbe quindi "colle giardino".

## Storia
Resti di antichi tracciati, muri di contenimento, segnalano che anticamente il territorio di Collepardo venne scelto per la sua morfologia naturale per essere attraversato da una importante via di comunicazione, edificata dagli Ernici che valicasse l'Appennino per collegare le loro città sparse tra il Lazio e l'Abruzzo. La scelta cadde probabilmente in questa zona per la presenza dell'importante fiume Cosa, all'epoca molto più abbondante di acque tanto da chiamarsi "Acquosa".
Il fiume Cosa (o Acquosa) ha sempre avuto una notevole importanza nella storia del luogo sin dai tempi dei primi insediamenti umani sulle sue sponde in epoca protostorica e volsca testimoniati dal ritrovamento, a partire dagli anni '60 del secolo scorso, di alcuni nuclei di necropoli lungo tutto il tratto del fiume e di resti di abitati del VII - VI secolo a.C. Il Cosa ha continuato ad essere determinante per la vita delle popolazioni locali in quanto con le sue polle sorgentizie ha costituito per lunghi secoli l'unica possibilità di approvvigionamento dell'acqua per uso domestico, per le colture e per l'allevamento. Sulle sponde del fiume erano già presenti nel Medio Evo alcuni mulini per la macinazione dei cereali.
Il bacino idrografico del fiume Cosa confluiva nel fiume Sacco, praticamente mettendo in connessione tra loro tutti i diversi centri ernici. Inoltre, le sorgenti del Cosa si trovavano assai vicine ai valichi appennini per l'Abruzzo e il primo tratto del fiume correva in una lunga valle il cui passaggio in essa permetteva di evitare percorsi montani assai più accidentati, tratti ripidi, impraticabili per gran parte del traffico commerciale, arrivando al confine molto più celermente. La via che ne seguì fu una via di massima importanza strategica, economica e militare, anche se la larghezza, come tutte le strade antiche, era di solo qualche metro.
Questa strada passava accanto o vicino al fiume Cosa o a mezzacosta sui fianchi montani per evitare gole strette nel fondovalle ed è ipotizzabile che lunghi tratti di fiume furono utilizzati al posto della strada o resi navigabili con dighe e sbarramenti usando delle barche a fondo piatto.
Nelle Grotte di Collepardo si sono trovate testimonianze di vari stazionamenti umani in epoche differenti e reperti pagani del culto misterico solare del Mitraismo, segno che la grotta era uno dei santuari che di solito anticamente venivano aperti su vie maggiori per i pellegrini e viandanti che lì passavano.
Questa strada fu incrociata in età romana con la consolare via Prenestina; da questo punto si era collegati anche con Roma e viceversa si svoltava verso Collepardo, Trisulti raggiungendo l'antico Sannio
Nell'antichità, come in seguito nel Medioevo, la strada era la protagonista su cui si basava tutta l'economia di allora, il commercio avveniva tra i popoli toccati da essa ed era vitale difenderla dal brigantaggio, attrezzarla con alberghi, osterie, poste, torri e castelli, zone di mercato; sulla strada si potevano vendere i prodotti lavorati e coltivati, guadagnare dando ristoro e asilo ai viandanti, ai pellegrini e ai loro carri ed animali. Anche i templi lungo la strada ricevevano l'obolo dei passeggeri.
Sopra le sorgenti del fiume Cosa venne eretto nel XII secolo, dalla potente famiglia Colonna, il Castello di Trisulti, sito dov'è oggi l'omonima Certosa.
Un avamposto negli interessi dei Colonna, eretto nel medioevo a difesa dell'importante via di comunicazione; sicuramente i Colonna imponevano un pedaggio e il controllo sulle truppe e delle merci che lì transitavano.
Se il castrum di Trisulti fu eretto a scopo strategico-militare, Collepardo invece, molto tempo prima, fu fondato come un Emporio da una comunità organizzata tra i monti, un centro rurale per sfruttare la strada per i commerci dei suoi prodotti agricoli, la sua viabilità e il fiume anche per il suo fabbisogno d'acqua.
Quasi sicuramente i fondatori furono gli Ernici, più difficile una fondazione latina. Il sito dell'antico Collepardo non era il presente; un primo stanziamento va ricercato nella zona di Trisulti e poi nell'impervia "Civita" ed infine in quello attuale.
Nel nome Civita si può ipotizzare che nel periodo romano, Collepardo fu eletto a "Civitas", un insediamento urbano non organizzato come città.
La fondazione del paese odierno però va fatta risalire probabilmente alla prima metà del VI secolo, con lo stanziamento di una comunità di pastori per volere di Teodorico il Grande, re degli Ostrogoti, nella zona dove più tardi sorgerà il castello di Trisulti (si ritiene infondata la fondazione del paese da parte di cittadini della vicina Alatri qui rifugiatisi per sfuggire alle devastazioni di Totila).
Si può supporre però che Alatri abbia inviato, per metterle al sicuro da razzie, mandrie, merci, contadini e pastori ad accrescere un agglomerato preesistente su una collina impervia ed inespugnabile in accordo con la popolazione locale; ciò recava lavoro alla comunità come guardiani di greggi; questo toponimo probabilmente non ebbe subito mura di cinta e si proteggeva dalle intrusioni con il suo difficile accesso naturale o con la forte difesa dei suoi abitanti; da qui forse il nome di "colle-pardo" o colle selvaggio.
Ma forse, più verosimilmente, il termine selvaggio non era riferito solo alla natura aspra del sito, ma anche alla bellicosità della sua gente. Nell'antico stemma di Collepardo oggi troviamo un gattopardo vicino ad un fiume e questo simbolismo, in pratica, è la sintesi della realtà storica del paese. Il gattopardo araldico, che significa "La vigilanza, il coraggio e l'irruenza" vuole alludere allo stato continuo di allerta dalle invasioni in cui viveva anticamente la comunità della collina sopra il fiume, il rispondere agli attacchi con coraggio ed irruenza, per difendere la sua sopravvivenza medesima e i suoi commerci; in alto nello stemma vi sono tre stelle, di cui quella centrale una cometa, quasi certamente allude alla Civitas collepardese;
le altre due stelle probabilmente indicano altre contrade, forse centri di origine o originati sempre nel tradizionale saggio governo e nello spirito combattivo collepardese, quello di riuscire a vivere in una terra bella ma assai inospitale e perigliosa sulla lunga valle del fiume Cosa.
Da quel primo insediamento, come già detto, gli abitanti si spostarono prima ad Adragone, o Atricone, luogo oggi noto come Civita e tuttora abitato, e poi, tra il IX e il X secolo, nel periodo dell'incastellamento, nel sito attuale: il borgo venne difeso da mura e torri che, in forme rimaneggiate più volte, sono sopravvissute fino ad oggi.
Collepardo fu più volte soggetta alle iniziative espansionistiche della città di Alatri; l'elezione di papa Martino V Colonna significò l'inizio del dominio della famiglia del pontefice sul paese (1422): i Colonna erano già stati proprietari del suddetto castello di Trisulti, poi da loro stessi distrutto nel 1300. Continuarono tuttavia le controversie con Alatri, per la determinazione dei confini.
Nel XVI secolo il governo di Collepardo passò di fatto ad un ramo dei Tolomei di Siena, che si imparentarono con una famiglia locale, i Lattanzi.
Nel corso degli ultimi secoli, i cambiamenti economici hanno influenzato e modificato la dimensione economica ed infratrutturale del territorio: le nuove strade portarono ad abbandonare completamente l'antica via di comunicazione con l'Abruzzo. Di conseguenza, anche diversi centri limitrofi, ormai fuori dai nuovi percorsi stradali, si spopolarono. Collepardo rimase seppur relativamente e limitatamente isolato rispetto alle principali vie di comunicazione del resto della provincia.

## Monumenti e luoghi d'interesse

### Architetture religiose
Chiesa del Santissimo Salvatore
La chiesa parrocchiale, dedicata al Santissimo Salvatore, patrono del paese, fu costruita nelle forme attuali a metà del XV secolo per volere di papa Martino V Colonna; notizie di una chiesa con questo nome si hanno tuttavia fin dal 1252. Nella costruzione del tempio furono impiegati anche materiali provenienti dalla Basilica di San Giovanni in Laterano di Roma che aveva riportato gravi danni nel corso di due incendi ed era sottoposta a restauro: tra le parti provenienti dalla basilica romana si segnalano in particolare il portale principale, con iscrizione dedicatoria, e un'acquasantiera a sinistra dell'ingresso. La chiesa è ripartita in tre navate, coperte da volte a botte e un presbiterio con volta a crociera.
- Chiesa della consolazione e adiacente chiesa di San Rocco
- Chiesa della Ss. Trinità
- Resti della cinta muraria medievale e torri
- Portali del centro storico dal '600 all'800

Certosa di Trisulti
È un monastero che si trova nel comune di Collepardo. È monumento nazionale dal 1873. Fu gestita dai certosini di San Brunone (o San Bruno), sostituiti nel 1947 dai cistercensi.
In essa si trovano affreschi e la famosa grafica della  "Testa anatomica" di Filippo Balbi realizzata nel 1854, raffigurante un viso composto da uomini in miniatura, che venne inviata all'Esposizione universale di Parigi del 1855; la chiesa di San Bartolomeo con gli affreschi del Balbi e il grande scranno in legno scolpito della Schola Cantorum. Edificata intorno all'anno mille in pietra ernica, la certosa contiene esempi ancora visibili di archi gotici che vennero ricoperti quando il gotico fu bandito dalla Chiesa cattolica. Era la residenza estiva di papa Innocenzo III. La certosa è immersa tra boschi di querce e si affaccia dall'alto della cosiddetta Selva d'Ecio, dove principia il Cosa (Capofiume), alle falde del Monte Rotonaria (Monti Ernici), a 825 m di altitudine e a 6 km a nord-est del centro abitato.
Nel territorio troviamo inoltre:
- Santuario della Madonna delle Cese, meta di pellegrinaggio, in seguito a un'apparizione mariana avvenuta, secondo la tradizione, nel VI secolo[16];
- Monastero detto "di San Domenico" (resti);
- Monastero dedicato a San Nicola (resti);
- Ponte dei Santi.

### Architetture civili
- Palazzo Comunale;
- Palazzo "La Rocca";
- Palazzo "Monsignore";
- Monumento ai Caduti collepardesi della Prima Guerra Mondiale 1915-18.

### Architetture militari
- Rocca dei Colonna, risalente al XIV secolo, abbellita da uno splendido portale realizzato nel 1606 da un ramo della famiglia Tolomei, proveniente da Siena.

### Aree naturali
- Grotte di Collepardo

Anticamente note come Grotte dei Bambocci, sono state originate da quell'insieme di fenomeni carsici presenti nel comune di Collepardo legati all'erosione sotterranea del suolo da parte dell'acqua. In seguito il loro nome cambiò in "Grotte Regina Margherita" dalla visita che la sovrana vi compì nel 1904 e Collepardo dedicò queste grotte alla prima regina d'Italia.
- Pozzo d'Antullo

È una grande voragine carsica, con una profondità massima di 80 m e con una circonferenza di 300 m, originata dal crollo dell'estesa volta di una enorme grotta legata ai fenomeni di carsismo della zona, che si ritrovano anche nelle vicine Grotte Regina Margherita.
- Il giardino botanico Flora Ernica, gestito dal WWF.

## Società

### Evoluzione demografica
Abitanti censiti

### Etnie e minoranze straniere
Secondo i dati ISTAT al 31 dicembre 2013 la popolazione straniera era di 48 persone. La nazionalità più rappresentata era quella rumena con 42 cittadini residenti.

### Tradizioni e folclore
- Infiorata del Corpus Domini, giugno;
- Festa patronale del Santissimo Salvatore, 6 agosto;
- Festa Madonna del Sacchetto, seconda metà di agosto.

## Cultura

### Istruzione

#### Biblioteche
- Biblioteca statale della Certosa di Trisulti: risalente all'XI secolo, è specializzata in scienze religiose e conserva tra l'altro antichi manoscritti e incunaboli e volumi del XVI e XVII secolo oltre che volumi e periodici moderni[19].

#### Musei
- Museo della Certosa di Trisulti;
- Museo delle Erbe;
- Orto botanico di Collepardo.

### Arte
- Nel 1929 soggiornò a Collepardo il pittore e scrittore Scipione ivi trovò sollievo dalla sua tubercolosi nonché nuova ispirazione per la sua pittura a tal punto da realizzare diverse tele rappresentanti scorci del paese.[20]

### Cinema
- Anno zero: guerra nello spazio (1977) di Alfonso Brescia: le scene ambientate sul suolo del pianeta alieno vennero girate all'interno delle grotte di Collepardo.
- L'albero della maldicenza (girato nel 1977 ma distribuito nel 1979) di Giacinto Bonacquisti: film girato e ambientato interamente nel paese utilizzando numerosi abitanti del luogo come comparse.[21]

### Cucina
- La Pigna, tipico dolce pasqualizio;
- La Copèta, tipico dolce natalizio.

## Economia
Di seguito la tabella storica elaborata dall'Istat a tema Unità locali, intesa come numero di imprese attive, ed addetti, intesi come numero di addetti delle imprese locali attive (valori medi annui).
|            | 2015                  |                              |                            |                |                       |                     | 2014                  |                | 2013                  |                |
| ---------- | --------------------- | ---------------------------- | -------------------------- | -------------- | --------------------- | ------------------- | --------------------- | -------------- | --------------------- | -------------- |
|            | Numero imprese attive | % Provinciale Imprese attive | % Regionale Imprese attive | Numero addetti | % Provinciale Addetti | % Regionale Addetti | Numero imprese attive | Numero addetti | Numero imprese attive | Numero addetti |
| Collepardo | 30                    | 0,09%                        | 0,01%                      | 98             | 0,09%                 | 0,01%               | 29                    | 84             | 29                    | 56             |
| Frosinone  | 33 605                |                              | 7,38%                      | 106 578        |                       | 6,92%               | 34 015                | 107 546        | 35 081                | 111 529        |
| Lazio      | 455 591               |                              |                            | 1 539 359      |                       |                     | 457 686               | 1 510 459      | 464 094               | 1 525 471      |

Nel 2015 le 30 imprese operanti nel territorio comunale, che rappresentavano lo 0,09% del totale provinciale (33 605 imprese attive), hanno occupato 98 addetti, lo 0,09% del dato provinciale; in media, ogni impresa nel 2015 ha occupato poco più di tre addetti (3,27).

### Turismo
Collepardo è Bandiera Arancione del TCI.

## Infrastrutture e trasporti

### Strade
Collepardo è collegata ad Alatri tramite la strada provinciale 48 ed a Vico nel Lazio tramite la strada provinciale 246.

## Amministrazione
Nel 1927, a seguito del riordino delle circoscrizioni provinciali stabilito dal regio decreto n. 1 del 2 gennaio 1927, per volontà del governo fascista, quando venne istituita la provincia di Frosinone, Collepardo passò dalla provincia di Roma a quella di Frosinone.

### Sindaci delle amministrazioni precedenti
Sono riportati i responsabili dell'amministrazione comunale di Collepardo dall'Unità ad oggi.
| Periodo | Periodo   | Primo cittadino          | Partito | Carica                   | Note |
| ------- | --------- | ------------------------ | ------- | ------------------------ | ---- |
| 1871    | 1873 (?)  | Francesco Tancredi       |         | Sindaco                  |      |
| 1874    | 1882      | Venceslao Achille        |         | Sindaco                  |      |
| 1882    | 1885      | Sisto Graziani           |         | Sindaco facente funzioni |      |
| 1885    | 1907      | Sisto Graziani           |         | Sindaco                  |      |
| 1907    | 1908      | Venceslao Achille        |         | Sindaco                  |      |
| 1908    | 1926      | Luigi Tolomei            |         | Sindaco                  |      |
| 1926    | 1934      | Luigi Tolomei            |         | Podestà                  |      |
| 1934    | 1936      | Quintino Cesario         |         | Commissario prefettizio  |      |
| 1936    | 1939      | Giovanni Battista Milani |         | Commissario prefettizio  |      |
| 1940    | 1944      | Nicola Rondinara         |         | Podestà                  |      |
| 1944    | 1944      | Antonio Graziani         |         | Sindaco straordinario    |      |
| 1944    | 1948      | Luigi Frasca             |         | Sindaco                  |      |
| 1948    | 1949      | Giuseppe Giacone         |         | Commissario prefettizio  |      |
| 1949    | 1954      | Benedetto Bussiglieri    |         | Sindaco                  |      |
| 1954    | 1997      | Oreste Cicalè            |         | Sindaco                  |      |
| 1997    | 2006      | Mauro Bussiglieri        |         | Sindaco                  |      |
| 2006    | 2011      | Carlo Venturi            |         | Sindaco                  |      |
| 2011    | in carica | Mauro Bussiglieri        |         | Sindaco                  |      |

### Altre informazioni amministrative
- Fa parte della Comunità montana Monti Ernici